# Pastaza (province)
Pour les articles homonymes, voir Pastaza.
Pastaza est une province de l'Équateur située au nord de la province de Morona-Santiago, à l'ouest des provinces de Napo et de Tungurahua et au sud de la province d'Orellana
Cette province est traversée par la rivière Pastaza. 

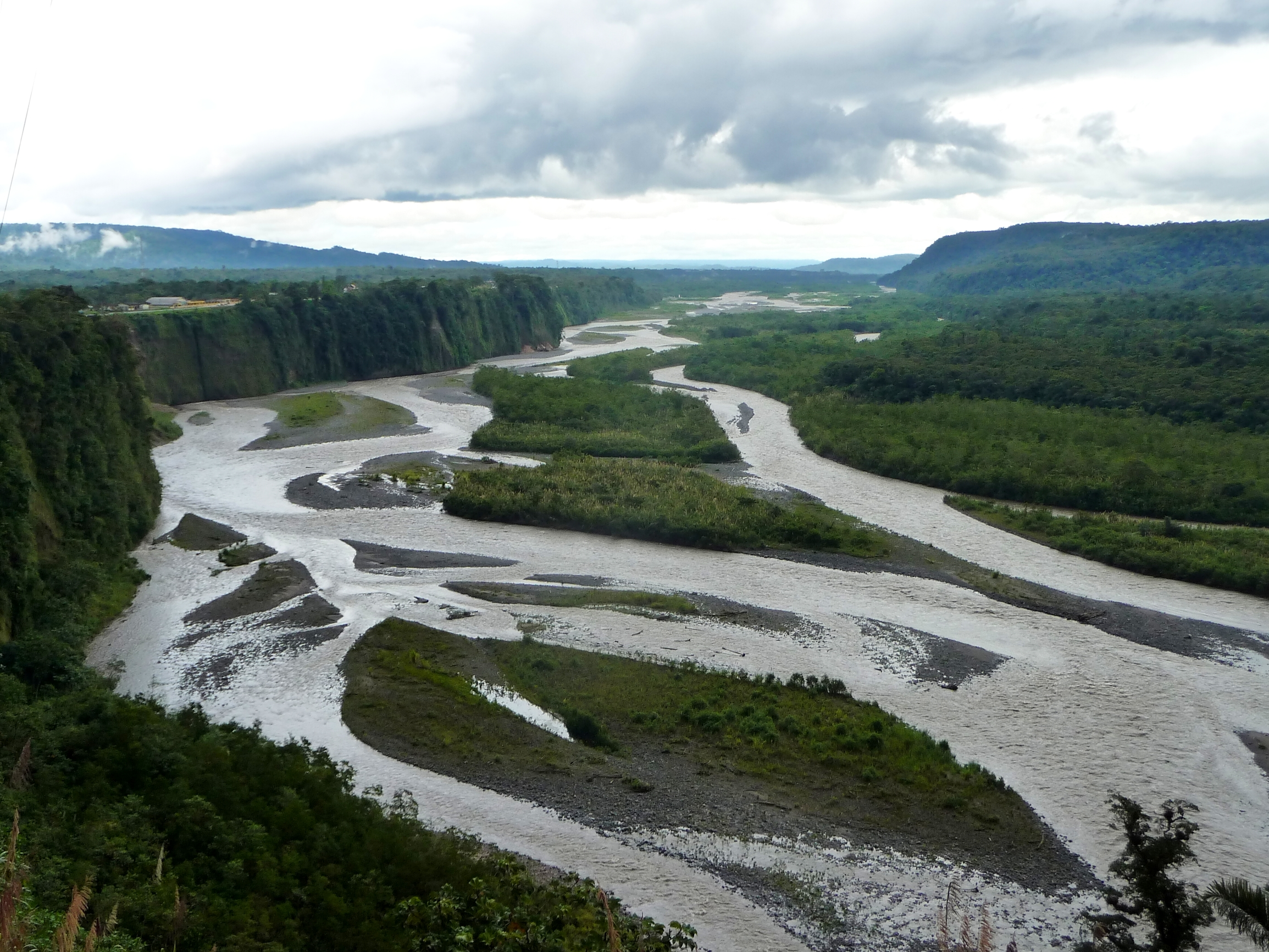
La rivière Pastaza (Pastaza, Équateur)

C'est également une province frontalière avec le Pérou, situé à l'est.
Elle est la province la plus étendue par sa superficie de l'Équateur rassemblant plus d'un dizième du territoire national.
Sa capitale est Puyo.

## Découpage territorial
La province est divisée en quatre cantons :

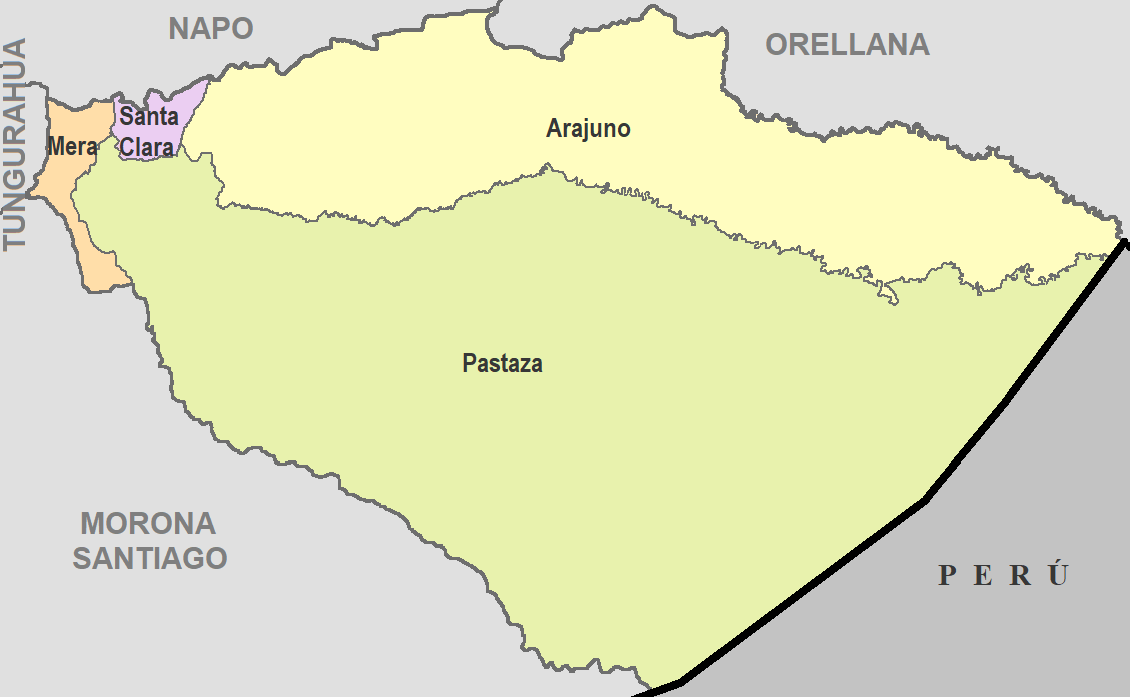
Cantons de Pastaza.

| Canton      | Superficie (km2) | Population (2010) | Densité (hab./km2) | Chef-lieu   |
| ----------- | ---------------- | ----------------- | ------------------ | ----------- |
| Arajuno     | 8 767            | 6 491             | 0,7                | Arajuno     |
| Mera        | 520              | 11 861            | 22,8               | Mera        |
| Pastaza     | 19 727           | 62 016            | 3,1                | Puyo        |
| Santa Clara | 311              | 3 565             | 11,5               | Santa Clara |